# Хоендорф (Западна Померанија)
Хоендорф (њем. Hohendorf) општина је у њемачкој савезној држави Мекленбург-Западна Померанија. Једно је од 89 општинских средишта округа Остфорпомерн. Према процјени из 2010. у општини је живјело 916 становника. Посједује регионалну шифру (AGS) 13059032.

## Географски и демографски подаци
Хоендорф се налази у савезној држави Мекленбург-Западна Померанија у округу Остфорпомерн. Општина се налази на надморској висини од 8 метара. Површина општине износи 30,5 km². У самом мјесту је, према процјени из 2010. године, живјело 916 становника. Просјечна густина становништва износи 30 становника/km².